# Braille musical

Cellule Braille, 2 points de large sur 3 points de haut

La musique braille est un code braille qui permet de noter la musique à l'aide de cellules braille afin que la musique puisse être lue par des musiciens malvoyants. Le système est créé par Louis Braille.
La musique braille utilise la même cellule braille à six positions que le braille littéraire. Cependant, la musique braille attribue ses propres significations et possède sa propre syntaxe et ses propres abréviations. Presque tout ce qui peut être écrit en notation musicale imprimée peut être écrit en notation musicale braille. Cependant, la notation est un système indépendant et bien développé avec ses propres conventions.
La plus grande collection au monde de cette notation musicale braille se trouve à la Bibliothèque du Congrès aux États-Unis.

## Apprendre la musique braille
La musique en braille, comme la musique imprimée, utilise un système de notation pour transcrire les notes, le rythme et d'autres aspects d'un morceau de musique. Parce que les musiciens aveugles peuvent avoir besoin de leurs deux mains pour jouer de leur instrument, la musique en braille est conçue pour faciliter la mémorisation d'une partition. Certains aspects du système sont donc plus logiques ou simplifiés par rapport à la musique imprimée; par exemple, l'identification du do central nécessite simplement de lire la note écrite plutôt que de comprendre où elle se situe sur une portée.
Les musiciens malvoyants peuvent commencer à apprendre la musique en braille à peu près au moment où ils ont une compétence raisonnable en lecture du braille littéraire.

### Enseigner la musique braille
La musique en braille pour débutants, comme la musique imprimée pour débutants, est assez simple. Les professeurs de musique n'ayant aucune connaissance préalable de la musique braille peuvent facilement apprendre les rudiments de la notation musicale braille et garder une longueur d'avance sur l'élève qui l'apprend. Certains livres de méthodes d'impression courantes ont une version en braille afin que les deux livres puissent être utilisés côte à côte.

### Transcrire de la musique en braille
De nombreux ouvrages standards pour certains genres, pour chaque instrument, apparaissent en braille. Aux États-Unis, ils sont disponibles auprès du National Library Service for the Blind and Print Disabled (NLS) de la Bibliothèque du Congrès (gratuit pour les personnes qualifiées) et ailleurs. La plupart des pays possèdent une bibliothèque nationale similaire.
Cependant, de nombreux musiciens malvoyants ont besoin d’une musique qui n’a jamais été transcrite en musique braille. Aux États-Unis, au Canada, au Royaume-Uni et dans de nombreux autres pays, un réseau de transcripteurs de musique en braille transcrit cette musique.
Une autre option consiste à utiliser un système de musique informatique avec sortie en braille. La plupart de ces logiciels convertissent automatiquement la notation imprimée (partition) en braille.

## Introduction aux symboles musicaux du braille musical et sa syntaxe
Certains des symboles et combinaisons de musique en braille les plus courants sont résumés dans le tableau ci-dessous :

### Hauteur et rythme
Comme le montre le tableau ci-dessous, chaque symbole indique la hauteur et le choix de deux longueurs rythmiques d'une note qui seront claires selon le contexte. Les notes sont notées aux points 1, 2, 4 et 5, tandis que le rythme est noté aux points 3 et 6. Le Braille aligne les notes avec le système de solfège, donc la note C utilise la lettre « d » (points 1, 4, 5) pour « do ». À grande échelle, CDEFGAB utilise les mêmes caractères Braille que les lettres defghij. Sans le point 3 ou 6, la note indiquée est une croche. Avec le point 6, c'est une noire ; le point 3, une blanche ; et les points 3 et 6, une ronde. Chaque symbole rythmique a une double signification : les croches correspondent aux quadruples croches ; les noires correspondent aux demi croches ; les blanches correspondent aux triples croches ; et les rondes correspondent aux doubles croches. Les débutants apprennent d’abord la valeur rythmique la plus courante (croches, quarts, demi-notes et notes entières).
Pour les utilisateurs avancés, aucune ambiguïté rythmique ne se pose car le contexte, y compris la signature temporelle et les barres de mesure, rend claire la valeur rythmique souhaitée. Par exemple, dans une mesure de temps 4/4 qui comprend uniquement le symbole avec les points 1, 3, 4 (silence entier ou double croche), ces faits précisent que le symbole est un silence entier.

### Marques d'octave
Une marque d'octave est incluse avant la première note pour spécifier son octave et quand elle change de manière inattendue. Par exemple, la 4e octave est l'octave commençant par le do médian et allant jusqu'au si au-dessus du do médian. Une mélodie progressant clairement vers le haut à partir de la première octave peut, si elle avance pas à pas, passer aux deuxième, troisième et quatrième octaves sans nécessiter de signes d'octave supplémentaires. La règle est que, sauf indication contraire sur une octave, les notes se déplacent à l'unisson/sans changement, en 2e ou en 3e plutôt qu'en 6e, 7e ou octave. Par exemple, ce qui suit se déplace continuellement vers le haut, se terminant à l'octave 5 :
Octave 2 C C D E F G A B C D E F G A B C D E F G A B B C C
La règle pour les 4èmes et les 5èmes est plus conservatrice. Sauf pour un signe d'octave précisant le contraire, tout saut mélodique d'une quarte ou d'une quinte reste dans la même octave que la note précédente. Par exemple, cela reste toujours dans l'Octave 2 :
Octave 2 C G D A E B F C G D A E
En raison de l'utilisation de marques d'octave, les symboles de clé ne sont pas requis dans la musique braille. À l'occasion, des symboles de clé (clé de fa, clé de sol ou autre) seront donnés afin que le musicien malvoyant soit au courant de chaque détail de la partition imprimée.

### Marquages musicaux
Les indications musicales comme diminuendo, crescendo ou ritardando sont insérées en ligne avec la notation de note et de rythme et, pour les différencier de la note, de l'octave et des autres signes musicaux, toujours précédées du « signe verbal » (points 3, 4, 5).
Les liaisons peuvent être indiquées par un signe de liaison entre deux notes ou par une liaison entre crochets entourant un groupe de notes à articuler.
Les signes musicaux tels que staccato ou tenuto sont généralement placés avant la note ou l'accord qu'ils affectent. Les signes musicaux du tableau ci-dessous sont représentés modifiant une noire C (points 1,4,5,6).
"Trait d'union musical" indique qu'une mesure se poursuivra sur la ligne suivante (cela se produit un peu plus souvent dans la musique braille que dans la musique imprimée).
Une « apostrophe de mot » indique que le mot sera continué sur la ligne suivante.

### Symboles de répétition
La musique en braille a tendance à être plutôt volumineuse. Pour cette raison, un système de symboles de répétition — beaucoup plus étendu que celui de la musique imprimée — existe pour réduire les tours de page, la taille des partitions et les frais d’impression.
Le symbole de répétition (points 2,3,5,6) est utilisé comme le symbole intra-barre imprimépour indiquer un qu'temps, une demi-mesure ou une mesure complète doit être répété.
De plus, la musique en braille comprend souvent des instructions telles que « répétez la mesure 2 ici » ou « répétez les mesures 5 – 7 ici ». Celles-ci s'ajoutent aux marques de répétition et aux première et deuxième fins couramment utilisées.

### Lignes et accords contrapuntiques au sein d'une portée
Contrairement à la notation musicale imprimée, la musique braille est un format linéaire. Par conséquent, certaines conventions doivent être utilisées pour indiquer les lignes et accords contrapuntiques (où plus d'une note est jouée simultanément dans une portée).

#### En accord
Les lignes contrapuntiques indépendantes au sein d'une portée sont indiquées via des accords de mesures entières ou partielles. La première des lignes contrapuntiques est donnée, puis la seconde, entourée des symboles d'accord. Les symboles en accord indiquent que les deux lignes doivent être jouées simultanément.

#### La notation des intervalles
Les sections d'accords homophoniques sont écrites en utilisant la notation par intervalles. Par exemple, la notation « noire-C, 3e, 5e » indiquerait de jouer un C avec les notes une tierce et une quinte plus hautes que C, faisant d'un accord CEG une noire de longueur.
La lecture de la notation d'intervalle est quelque peu compliquée par le fait que certaines portées utilisent une notation ascendante (la note inférieure de chaque accord est spécifiée et les intervalles sont lus vers le haut à partir de la note donnée) et d'autres utilisent une notation descendante (la note supérieure de chaque accord est spécifié et les intervalles sont lus vers le bas à partir de la note donnée). La convention moderne consiste à spécifier la note principale (soit la ligne de basse, soit la ligne mélodique) et à laisser les intervalles monter ou descendre à partir de là, selon le cas. Par exemple, dans la plupart des musiques pour piano, la main gauche spécifie la note du bas et les intervalles vont de bas en haut, tandis que la main droite spécifie la note du haut et les intervalles vont de haut en bas.
De nombreuses partitions plus anciennes ont toutes les portées lisant de bas en haut ou toutes de haut en bas. La plupart des partitions comportent une note indiquant la direction de la notation par intervalles. Cependant, dans certaines partitions plus anciennes, la direction doit être établie à partir du contexte. Par convention, les accords sont donnés dans le même sens que la notation par intervalles. Ainsi, l’examen des accords est une clé pour déterminer quelle lecture s’applique.

### Gérer différentes portées
La musique imprimée est souvent écrite sur des portées simultanées. Par exemple, la musique pour piano est généralement écrite sur deux qui composent la portée de queue : une pour la clé de sol (que les chanteurs soprano utilisent) et une pour la clé de fa. Le travail choral standard l'utilise principalement là où ils ne se croisent pas ou à quatre là où ils le font, comme pour la musique de quatuor à cordes (les clés ajoutées les plus courantes sont l'alto et/ou le ténor). Les notes des différentes portées jouées simultanément sont alignées verticalement. En raison de la nature linéaire de la musique braille et du fait que le musicien aveugle ne peut généralement lire qu'une seule portée à la fois, plusieurs portées sont traitées de plusieurs manières en fonction de la complexité de la musique et d'autres considérations.
Le format barre sur barre est très similaire à la musique imprimée avec une notation de droite sur la ligne supérieure et une notation de gauche sur la ligne du bas. Un certain degré d’alignement vertical entre les mains droite et gauche est maintenu. D'autres façons de traiter la musique à plusieurs portées sont les suivantes : le format ligne sur ligne, le format section par section ; style de paragraphe ; et format barre par barre . En règle générale, ceux-ci occupent moins de place sur la page mais nécessitent davantage de la part du musicien pour déterminer comment assembler les portées. Par exemple, dans une partition pour piano notée section par section, la partie main droite peut être écrite pour les 8 premières mesures, suivie de la partie main gauche. Aucune tentative n'est faite pour aligner les pièces. La même procédure est suivie pour les mesures 9 à 16, et ainsi de suite, section par section, tout au long de la partition.
Le musicien aveugle apprend et mémorise une section avec la main droite seule, puis avec la main gauche seule, puis travaille les mains ensemble par mémoire et en faisant référence à divers endroits de la partition braille pour déterminer comment les sections s'emboîtent. Une note du transcripteur précise souvent le format utilisé. Cependant, avec de nombreuses partitions plus anciennes et plus complexes, le format doit être déterminé par un examen de la musique et du contexte.

## Variations dans la musique braille
Au fil des années et dans les nombreux pays, diverses différences mineures dans la pratique de la musique braille sont apparues. Certains ont préféré une norme différente pour la notation des intervalles ou des portées ou ont utilisé des codes différents pour diverses notations musicales moins courantes. Un effort international pour normaliser le code musical braille a abouti à des mises à jour résumées dans le Music Braille Code 1997 et détaillées dans le New International Manual of Braille Music Notation (1997). Cependant, les utilisateurs doivent être conscients qu'ils rencontreront des divergences lors de commande des partitions auprès d'imprimeries et de bibliothèques, car celles-ci sont souvent plus anciennes et proviennent de différents pays.